# Planica 7 (2021)
Planica 7 2021 – edycja turnieju Planica 7 rozegrana w dniach 26–28 marca 2021 roku na Letalnicy w Planicy w ramach Pucharu Świata w skokach narciarskich 2020/2021. 
W skład zawodów weszły 4 serie konkursowe.
Zasady przeprowadzania konkursów w ramach Planica 7 są takie same, jak podczas innych zawodów Pucharu Świata.
Zawody rozpoczęły się w piątek 26 marca 2021 roku jednoseryjnym konkursem indywidualnym. 28 marca przeprowadzony został konkurs drużynowy, też jednoseryjny, a także konkurs indywidualny z trzydziestoma najlepszymi zawodnikami Pucharu Świata 2020/21. 

## Skocznia
W tabeli podano rekord skoczni obowiązujący przed rozpoczęciem Planica 7 lub ustanowiony w trakcie jego trwania (wyróżniony wytłuszczeniem).
|  | Nazwa skoczni | Miejscowość | Punkt K | HS     | Rekord skoczni | Rekord skoczni  | Rekord skoczni |
|  | ------------- | ----------- | ------- | ------ | -------------- | --------------- | -------------- |
|  | Letalnica     | Planica     | K-200   | HS-240 | 252,0 m        | Ryōyū Kobayashi | 24.03.2019     |

## Program zawodów
| Dzień    | Konkurencja                   | Początek (CET) | Liczba uczestników |
| -------- | ----------------------------- | -------------- | ------------------ |
| 26 marca | Kwalifikacje                  | 14:00          | 67                 |
| 26 marca | Pierwszy konkurs indywidualny | 15:30          | 67                 |
| 27 marca | Seria próbna                  | 9:00           | —                  |
| 27 marca | Konkurs drużynowy             | 10:00          | 9x4                |
| 28 marca | Konkurs drużynowy             | 9:00           | 9x4                |
| 28 marca | Drugi konkurs indywidualny    | 10:30          | 30                 |

## Podsumowanie
| Lp.                              | Data                             | Uwagi                            | 1. miejsce                                                                        | 2. miejsce                                                                        | 3. miejsce                                                                     | Lider po konkursie |
| -------------------------------- | -------------------------------- | -------------------------------- | --------------------------------------------------------------------------------- | --------------------------------------------------------------------------------- | ------------------------------------------------------------------------------ | ------------------ |
| 1.                               | 26 marca 2021                    | Ind.                             | Karl Geiger                                                                       | Ryōyū Kobayashi                                                                   | Bor Pavlovčič                                                                  | Karl Geiger        |
| 2.                               | 28 marca 2021                    | Druż.                            | Niemcy 1. Pius Paschke 2. Constantin Schmid 3. Markus Eisenbichler 4. Karl Geiger | Japonia 1. Naoki Nakamura 2. Junshirō Kobayashi 3. Yukiya Satō 4. Ryōyū Kobayashi | Austria 1. Daniel Huber 2. Markus Schiffner 3. Stefan Kraft 4. Michael Hayböck | Bor Pavlovčič      |
| 3.                               | 28 marca 2021                    | Ind.                             | Karl Geiger                                                                       | Ryōyū Kobayashi                                                                   | Markus Eisenbichler                                                            | Karl Geiger        |
| Planica 7 – Klasyfikacja końcowa | Planica 7 – Klasyfikacja końcowa | Planica 7 – Klasyfikacja końcowa | Karl Geiger                                                                       | Ryōyū Kobayashi                                                                   | Markus Eisenbichler                                                            |                    |

## Klasyfikacja generalna turnieju
| Poz. | Zawodnik              | Reprezentacja | Punkty zdobyte w konkursach | Punkty zdobyte w konkursach | Punkty zdobyte w konkursach | Punkty zdobyte w konkursach | Punkty zdobyte w konkursach | Punkty zdobyte w konkursach | Suma punktów |
| Poz. | Zawodnik              | Reprezentacja | Ind.                        | Ind.                        | Druż.                       | Druż.                       | Ind.                        | Ind.                        | Suma punktów |
| ---- | --------------------- | ------------- | --------------------------- | --------------------------- | --------------------------- | --------------------------- | --------------------------- | --------------------------- | ------------ |
| 01 ! | Karl Geiger           | Niemcy        | 237,3                       | 1.                          | 205,6                       | 9.                          | 459,3                       | 1.                          | 902,2        |
| 02 ! | Ryōyū Kobayashi       | Japonia       | 227,7                       | 2.                          | 214,5                       | 5.                          | 452,4                       | 2.                          | 894,6        |
| 03 ! | Markus Eisenbichler   | Niemcy        | 209,7                       | 8.                          | 223,3                       | 3.                          | 447,9                       | 3.                          | 880,9        |
| 4.   | Domen Prevc           | Słowenia      | 222,8                       | 4.                          | 213,1                       | 6.                          | 442,5                       | 4.                          | 878,4        |
| 5.   | Bor Pavlovčič         | Słowenia      | 225,2                       | 3.                          | 221,6                       | 4.                          | 430,1                       | 7.                          | 876,9        |
| 6.   | Daniel Huber          | Austria       | 208,9                       | 9.                          | 224,6                       | 2.                          | 438,2                       | 5.                          | 871,7        |
| 7.   | Yukiya Satō           | Japonia       | 216,8                       | 6.                          | 207,4                       | 7.                          | 435,1                       | 6.                          | 859,3        |
| 8.   | Robert Johansson      | Norwegia      | 218,8                       | 5.                          | 203,3                       | 11.                         | 426,7                       | 9.                          | 848,8        |
| 9.   | Michael Hayböck       | Austria       | 203,8                       | 14.                         | 199,4                       | 12.                         | 425,8                       | 10.                         | 829,0        |
| 10.  | Halvor Egner Granerud | Norwegia      | 201,5                       | 18.                         | 224,9                       | 1.                          | 401,1                       | 16.                         | 827,5        |
| 11.  | Piotr Żyła            | Polska        | 213,5                       | 7.                          | 198,3                       | 13.                         | 415,4                       | 13.                         | 827,2        |
| 12.  | Pius Paschke          | Niemcy        | 198,2                       | 20.                         | 207,2                       | 8.                          | 421,1                       | 11.                         | 826,5        |
| 13.  | Johann André Forfang  | Norwegia      | 204,0                       | 13.                         | 190,8                       | 17.                         | 428,2                       | 8.                          | 823,0        |
| 14.  | Žiga Jelar            | Słowenia      | 205,5                       | 12.                         | 177,0                       | 26.                         | 417,9                       | 12.                         | 800,4        |
| 15.  | Michaił Nazarow       | Rosja         | 194,4                       | 24.                         | 193,4                       | 15.                         | 394,1                       | 19.                         | 781,9        |
| 16.  | Andrzej Stękała       | Polska        | 183,4                       | 36.                         | 194,6                       | 14.                         | 402,6                       | 15.                         | 780,6        |
| 17.  | Dawid Kubacki         | Polska        | 203,0                       | 16.                         | 178,6                       | 24.                         | 397,0                       | 18.                         | 778,6        |
| 17.  | Stefan Kraft          | Austria       | 193,4                       | 29.                         | 185,9                       | 18.                         | 399,3                       | 17.                         | 778,6        |
| 19   | Jakub Wolny           | Polska        | 208,1                       | 10.                         | 192,4                       | 16.                         | 369,6                       | 26.                         | 770,1        |
| 20.  | Peter Prevc           | Słowenia      | 206,8                       | 11.                         | 173,8                       | 28.                         | 377,7                       | 23.                         | 758,3        |